# Номер нуль
Номер нуль (італ. Numero zero) — сьомий роман Умберто Еко, що був опублікований 2015 року.

## Історія створення
«Номер нуль» мав стати четвертим романом Умберто Еко. Він почав писати його після публікації «Острів напередодні», але в певний момент відмовився від свого задуму та замість нього написав «Бавдоліно». У своїй збірці есеїв «Про літературу» Умберто Еко зізнається, що однією з причин чому він поклав «Номер нуль» на полицю було те, що персонажі цього роману були дуже схожими на персонажів «Маятника Фуко».

## Сюжет
Події «Номера нуль» відбуваються 1992 року. Колонну — п'ятдесятирічного журналіста-невдаху — наймає редактор Сімей, щоб створити газету «Завтра», яку ніколи не друкуватимуть. Цей проект фінансується командором Вімеркате, який має декілька місцевих каналів, два десятки періодичних видань, мережу готелів та будинків відпочинку. Головна мета «номерів нуль» розповідати цілковиту правду, але Командор таким чином переслідує лиш свої корисливі цілі. Він хоче випускати газету, яка ставитиме у скрутне становище певних впливових людей, аж поки хтось з них не попросить його відмовитися від свого наміру та впустить до свого вищого товариства, що приймає рішення за зачиненими дверима.
Колонна знайомиться з новими редакторами газети: Романо Браггадочо (фахівець із скандальних викриттів); Камбрія (чатував по відділках поліції, аби дізнатися свіжу новину про якийсь арешт); Лучиді (працював у виданнях, назв яких ніхто не знав); Палатино (працював у тижневиках, які зосереджувались на загадково-містичних речах); Костанца ( був техніком у друкарнях); Майя Фрезія (працювала у бульварному журналі).
Колонна заводить дружбу з Браггадочо, який у всьому вбачає змови. Він, зокрема, розповідає Колонні свою гіпотезу щодо смерті Беніто Муссоліні. Викривач змов вважає, що диктатору вдалось уникнути смертельної участі у часи Другої світової війни — в Мілані стратили його двійника, а за вказівками Ватикану справжнього дуче відрядили кораблем до Аргентини чекати кращих часів, щоб згодом знову здійснити державний переворот та відновити свою владу.
Зі слів Браггадочо ми також дізнаємося про ряд подій, що трапились в період між Другою світовою війною та терористичними актами 1970-х. Він посилається на багатьох постатей з італійської історії: фашистів та партизанів, президентів та прем'єр-міністрів (Альдо Моро, Франческо Коссіґа, Джуліо Андреотті), пап (Іван Павло I та Іван Павло II), банкірів (Роберто Кальві, Мікеле Синдона, кардинал Марцинкус), секретних організацій (Управління спеціальних операцій, ЦРУ, Операція Гладіо та Червоні бригади).